# Уортман, Ричард
Ричард С. Уортман (англ. Richard S. Wortman, р.1938) — американский историк, специалист по истории Российской империи, почётный профессор истории европейского права Колумбийского университета (James Bryce Professor Emeritus of European Legal History).

## Биография
Степень бакалавра искусств (B.A.) получил в Корнеллском университете, а докторскую степень (Ph.D.) — в Чикагском университете, где и преподавал с 1963 по 1977 год.
С 1977 по 1988 год преподавал в Принстонском университете, после чего перешёл в Колумбийский университет, где читает лекции на Историческом факультете и стал почётным профессором истории европейского права.
Опубликовал в университетских издательствах ряд монографий по истории Российской империи. На русский язык переведены две из них: двухтомник «Сценарии власти. Мифы и церемонии русской монархии» («Scenarios of Power: Myth and Ceremony in Russian Monarchy») и «Властители и судии. Развитие правового сознания в императорской России» («The Development of a Russian Legal Consciousness»). За книгу «Сценарии власти…» Уортман был удостоен премии Джорджа Л. Мосса Американской исторической ассоциации и международной премии имени Е. Г. Эткинда («За лучшую книгу западного исследователя о русской литературе и культуре»), учреждённой Европейским университетом в Санкт-Петербурге.
В ноябре 2007 года Уортман получил высшую награду Ассоциации славянских, восточноевропейских и евразийских исследований за выдающийся вклад в сферу славистики.

## Избранные публикации

### Книги на английском языке
- The Crisis of Russian Populism (Cambridge University Press, 1967)
- The Development of a Russian Legal Consciousness (University of Chicago Press, 1976)
- Scenarios of Power: Myth and Ceremony in Russian Monarchy. Volume One: From Peter the Great to the Death of Nicholas I (Princeton University Press, 1995)
- Scenarios of Power: Myth and Ceremony in Russian Monarchy. Volume Two: From Alexander II to the Abdication of Nicholas II (Princeton University Press, 2000)
- Scenarios of Power: Myth and Ceremony in Russian Monarchy: From Peter the Great to the Abdication of Nicholas II (Princeton University Press, 2006)
- Russian Monarchy: Representation and Rule (Boston, MA, Academic Studies Press, 2013)
- Visual Texts, Ceremonial Texts, Texts of Exploration: Collected Articles on the Representation of Russian Monarchy (Boston, MA, Academic Studies Press, 2014)
- The Power of Language and Rhetoric in Russian Political History: Charismatic Words from the 18 to the 21st Centuries (London, Bloomsbury Press, 2017)

### Книги на русском языке
- Уортман Р. Сценарии власти. Мифы и церемонии русской монархии. Т. 1: от Петра великого до смерти Николая I. (ОГИ, 2002)
- Уортман Р. Сценарии власти. Мифы и церемонии русской монархии. Т. 2: от Александра II до отречения Николая II. (ОГИ, 2004)
- Уортман Р. Властители и судии. Развитие правового сознания в императорской России (НЛО, 2004)